# 大島劼
大島 劼（おおしま つとむ、1930年8月6日生まれ）は、著名な日本人空手家・師範であり、アメリカの松涛館空手（SKA）組織松涛館流 空手の設立に携わる。彼は SKA師範（チーフインストラクター）、船越義珍によって五段免状を受けている。 1957年、彼は米国で最初の大学空手道場-カルテック空手クラブを設立した。